# 798
798 (DCCXCVIII) var ett normalår som började en måndag i den julianska kalendern.

## Händelser

### Okänt datum
- Teodulf av Orléans utnämns till biskop.
- Karl den store sänder en delegation till den danske kungen Sigifrid. (Källa: Annales Regni Francorum.)

## Avlidna
- Cynethryth, drottning av Mercia.